# 祝聖寺 (湖南省)
祝聖寺（しゅくしょうじ）は、中華人民共和国湖南省衡陽市南嶽区にある浄土宗の仏教寺院。

## 歴史
祝聖寺は、唐代（618年-907年）に創建された。初名は弥陀台。開山祖師は承遠（712年-802年）。徳宗の貞元年間（785年-805年）、「弥陀寺」の名を賜った。唐の会昌5年（845年）、武宗が皇位を継ぐと、会昌の廃仏により一度は廃寺となったが、五代十国時代初期、楚王馬殷の夫人楊子瑩が先頭に立って出資し、寺院を再建、大改修後に「報国寺」に改名した。
太平興国年間（976年-984年）、「勝業寺」の名を賜った。宣和年間（1119年-1125年）に大規模な再建によって、天台宗の僧人法忠が住職となっていた。崇禎8年（1635年）に再建された際、仏頂と仏像の建立にあたった。康熙44年（1705年）、湖南巡撫趙申喬は大規模な増築を主宰する。康熙51年（1712年）、康熙帝は勝業寺に「龍蔵」を賜り、雍正5年（1727年）、「祝聖寺」の名を賜った。
中華民国の時、僧人空也法師で「天台学校」を創設した。1929年、僧人霊濤（1898年-1950年）で「南岳仏教講習所」を創設した。1937年5月7日、南岳仏道救難協会を建立した。中国仏教協会は1956年、祝聖寺内に南岳仏教協会を設立。文化大革命の時、紅衛兵により寺廟などの宗教施設が徹底的に破壊された。
1983年、中華人民共和国国務院は仏寺を漢族地区仏教全国重点寺院に認定した。
1985年5月、仏像開眼式が行われた。

## 伽藍
天王殿、大雄宝殿（本堂）、説法堂、方丈室、羅漢堂

## 重要文化財
- 五百羅漢青石像、仏像は文化大革命で破壊されている。

## 主な住僧
- 承遠
- 法照
- 日晤
- 曉堂
- 祖泌
- 長松
- 黙庵
- 妙見
- 淡雲
- 曼慈
- 道階
- 空也
- 明真
- 仏源
- 惟正[2]